# 艾丽斯·戴维斯
艾丽斯·戴维斯（英語：Iris Davis，1950年4月30日—2021年9月18日），美国女子田径运动员。她曾代表美国参加1971年泛美运动会田径比赛，获得二枚金牌。她也参加了1972年夏季奥运会。